# 訊息鑑別碼
在密碼學中，訊息鑑別碼（英語：Message authentication code，縮寫為MAC），又譯為訊息認證碼、文件訊息鑑別碼、消息認證碼、信息認證碼，是經過特定演算法後產生的一小段資訊，檢查某段訊息的完整性，以及作身份验证。它可以用來檢查在訊息傳遞過程中，其內容是否被更改過，不管更改的原因是來自意外或是蓄意攻擊。同時可以作為訊息來源的身份验证，確認訊息的來源。
訊息鑑別碼的演算法中，通常会使用带密鑰的散列函數（HMAC），或者块密码的带认证工作模式（如GCM，CCM）。
信息鉴别码不能提供对信息的保密，若要同时实现保密认证，同时需要对信息进行加密。